# Округ Дорчестер (Јужна Каролина)
Округ Дорчестер (енгл. Dorchester County) је округ у америчкој савезној држави Јужна Каролина. По попису из 2010. године број становника је 136.555.

## Демографија
Према попису становништва из 2010. у округу је живело 136.555 становника, што је 40.142 (41,6%) становника више него 2000. године.
| Група             | 2000.          | 2010.          |
| Белци             | 67.578 (70,1%) | 89.427 (65,5%) |
| Афроамериканци    | 24.176 (25,1%) | 35.266 (25,8%) |
| Азијати           | 1.086 (1,1%)   | 2.052 (1,5%)   |
| Хиспаноамериканци | 1.722 (1,8%)   | 6.075 (4,4%)   |
| Укупно            | 96.413         | 136.555        |